# Fekete Lovag műhold

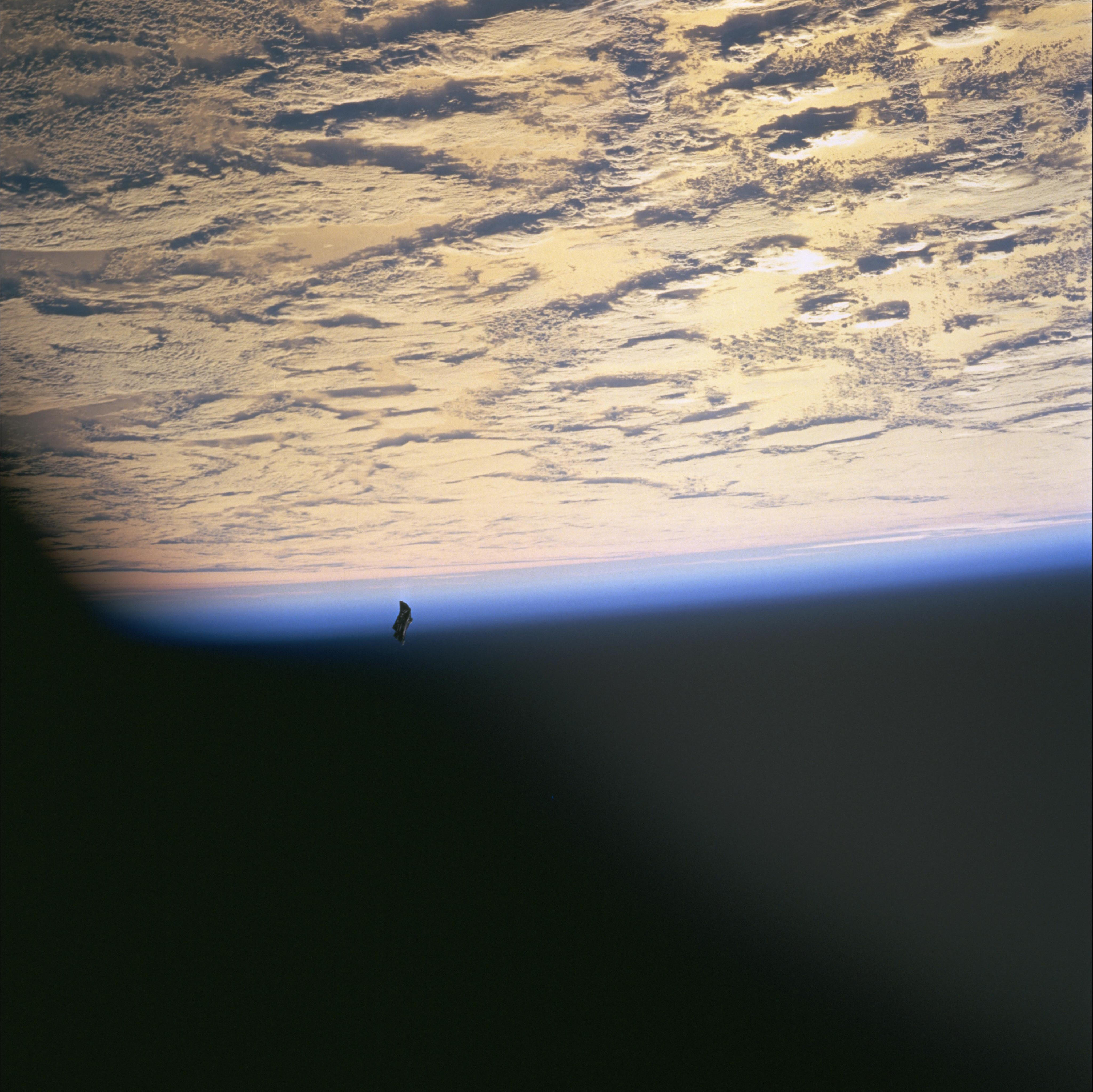
A Fekete lovag műholdat ábrázoló fotó

A Fekete Lovag műhold (Black Knight satellite) UFO-hívők szerint egy, a földönkívüliek által a Föld körül keringő műhold, amit valamikor 13 000 évvel ezelőtt állítottak poláris pályára.

## Története
1928-ban a Dél-kínai-tengeren harminc másodpercenként kisugároztak három rádiójelet. Eindhovenben (Hollandia) Van der Pol vette a visszavert hullámokat. Ám azok egytől harminc másodpercig tartó késést szenvedtek.  Ez utóbbi érték azt jelenti, mintha a kisugárzott rádiójel nagyjából 9 millió km-t tett volna meg (ez nagyjából 12-szeres Föld–Hold távolságnak felel meg). A rádiózás az 1920-as években kezdődött, (földi) űrhajózás akkoriban még nem létezett, tehát nem volt semmilyen űreszköz, amiről visszaverődhettek volna a jelek, vagy ami vette volna és visszasugározta volna a jeleket. Logikus (de téves) magyarázat volt, hogy a kisugárzott jeleket valamilyen mesterséges eszköz felfogta és késleltetve visszasugározta.
A műholdas magyarázat először 1954-ben jelent meg a St. Louis Post Dispatch és a San Francisco Examiner észak-amerikai újságokban, Donald Keyhoe UFO-kutató írásai alapján. Az írásokban az amerikai légierőre hivatkoznak, ami állítólag két műholdat fedezett fel a Föld körül (akkoriban még nem volt ember alkotta műhold a Föld körül).
1959-ben és 1960-ban felbocsátották az amerikai Discoverer műholdakat. Ennek kapcsán Dudley Sharp, az amerikai légierő titkára azt nyilatkozta, hogy a rejtélyes tárgy valószínűleg a Discoverer–8 műhold második fokozata. Egy ugyanolyan méretű és pályájú iker-műholdat követtek a földi katonai radarok. Később a hírt megerősítették, a Time is leközölte, de a hír nem került a címlapokra. Az újságok megadták a műhold pályaadatait is: 79 fok inklináció, földtávol 1728 km, földközel 216 km, keringési idő 104,5 perc.
1992-ben a Central Intelligence Agency feloldotta a Corona program titkosítását, ebből kiderült, hogy a Corona műholdak valódi célja nem az ember űrbe juttatásának előkészítése volt, hanem ezek felderítő műholdak voltak. Azért keringtek közel poláris pályán, mert onnan a teljes földfelszínt le lehet fényképezni, majd az elkészült fényképeket tartalmazó filmkazettát az USA területe fölött ledobni (a kazettát egy speciálisan erre a célra felkészített JC-130 katonai repülőgép kapta el a levegőben). A keringési adatok megegyeztek azzal, amit az 1960-as években az újságok mint mért adatokat közöltek az ismeretlen objektumról.
Az 1998. december 3-15. között az STS–88 űrsikló küldetés során az űrhajósoknak a Nemzetközi Űrállomás előkészítő szerelésekor két hőszigetelő lapot kellett elhelyezniük a Node-1 modulon, amik közül az egyik lap rögzítése nem sikerült, és az elsodródott. A lap felülete ezüstös, hogy kellő mértékben visszaverje a fényt, a Föld felől nézve azonban bizonyos helyzetekben árnyékot vet, ilyenkor felülete feketének tűnik a szemlélő számára. A lap szabálytalan alakú, legnagyobb mérete nagyjából 1 méter. Az U.S. Space Surveillance Network (SSN) „űrszemét” listáján is szerepel a hőszigetelő lap „1998-069E 25565 STS 88 DEB (SOCKET)” azonosítóval, azonban ennek 1999 márciusáig meg kellett volna semmisülnie a földi légkörben.